# Guihoyo
Guihoyo is een gemeente (commune) in de regio Koulikoro in Mali. De gemeente telt 21.500 inwoners (2009).